# Павліш Дмитрій Васильович
Дмитрій Васильович Павліш (нар. 30 вересня 1999, Мукачево, Закарпатська область, Україна) — український футболіст, захисник таджицького клубу «Равшан» (Кулоб).

## Життєпис
Народився в місті Мукачево Закарпатської області. Футболом розпочав займатися в ДЮСШ рідного міста, а у 2012 році переїхав у ДЮСШ з обласного центру. У 2013 році перейшов до молодіжної академії «Шахтаря». Виступав за юніорську (U-19) та молодіжну команду «гірників». До переходу на дорослий рівень грав у молодіжному чемпіонаті України.
У серпні 2020 року підписав 1-річну орендну угоду з новачком вищого дивізіону чемпіонату України ФК «Минай». У футболці клубу з однойменного села дебютував 13 вересня 2020 року в переможному (1:0) домашньому поєдинку 2-го туру Прем'єр-ліги проти «Олександрії». Дмитро вийшов на поле на 90+2-й хвилині, замінивши Антона Шиндера.
У серпні 2022 року Дмитро приєднався до складу першолігового «Маріуполя». За клуб він виступав під нетиповим для центрального захисника номером 8. Став ключовою фігурою у складі команди Олега Краснопьорова в центрі захисту.
У січні 2024 року підписав контракт з футбольним клубом «Равшан» (Кулоб), що виступає в чемпіонаті Таджикистану. У дебютній грі виграв Кубок Федерації футболу Таджикистану, провівши повний матч проти «Хосілота». За «Равшан» (Кулоб) також виступають українці Євген Гриценко і Юрій Батюшин.

## Кар'єра
Павліш повністю пройшов академію донецького «Шахтаря». В кожній з академічних команд він був важливим гравцем, завдяки швидкості й умінню аналізувати ситуацію на фланзі. Основним він був і в Юнацькій лізі УЄФА, де встиг зіграти 4 матчі за рідний клуб.
Свою професійну кар'єру, футболіст розпочав прийнявши пропозицію оренди від ужгородського «Минаю».У команді Василя Кобіна, Дмитро не зміг закріпитися, періодично виходячи на позиції центрального захисника, а не на рідній лівого латераля. Попри це, він залишив гарні враження від своєї гри за «лисиць», і отримав лише схвальні відгуки від вболівальників.
Після закінчення орендної угоди з «Минаєм», вихованець «Шахтаря» знову ж на правах оренди приєднався до першолігового «Гірника-спорт». Саме в команді з Горішніх Плавнів, Дмитро майже отримав статус лідера, провівши за команду всю другу частину сезону, в якому вона зайняла 9-ту позицію.
Отримавши статус вільного агента, Павліш вирушив пограти за кордоном, пів року виступавши в нижчих лігах Іспанії, до зими 2022.
.